# (38088) 1999 JS1
1999 JS1 (asteroide 38088) é um asteroide da cintura principal. Possui uma excentricidade de 0.18101630 e uma inclinação de 9.41565º.
Este asteroide foi descoberto no dia 8 de maio de 1999 por CSS em Catalina.